# آلفا یک آنتی‌کیموتریپسین
آلفا یک آنتی‌کیموتریپسین (انگلیسی: Alpha 1-antichymotrypsin) یک گلیکوپروتئین از گروه آلفاگلوبولین‌ها و از خانواده سرپین است. این پروتئین فعالیت برخی پروتئازها مانند کاتپسین G (یکی از آنزیم‌های نوتروفیل‌ها) را مهار می‌کند. سرپین‌ها گروه مختلفی از پروتئین‌ها هستند که آنزیم سرین پروتئاز را مهار می‌کنند.
این پروتئین در کبد تولید می‌شود و یکی از پروتئین‌های فاز حاد است.

## اهمیت بالینی
کمبود این پروتئین با بیماری کبد مرتبط است. جهش هایی در بیماران مبتلا به بیماری پارکینسون و بیماری مزمن انسدادی ریه شناسایی شده است. آلفا 1-آنتی کیموتریپسین همچنین با بیماری زایی بیمای آلزایمر مرتبط است، زیرا باعث افزایش تشکیل فیبرهای آمیلوئید در این بیماری می شود.

## همکاری ها
نشان داده شده است که آلفا 1-آنتی کیموتریپسین با DNAJC1 تعامل پروتئین-پروتئین دارد.